# フェンダー・サイクロンII
フェンダー・サイクロンII（サイクロンツー、Fender Cyclone II）はフェンダー社のエレクトリック・ギター。

## 歴史
- 2002年7月にデラックスシリーズ(Deluxe Series)の一つとして発表され、メキシコのエンセナダ工場にて生産される。日本市場においては2003年に定価94,500円でキャンディ・アップル・レッド(Candy Apple Red)が35本、ダフネ・ブルー(Daphne Blue)が30本販売された。2020年現在では定価よりも高い値段で取引されている[1]。
- 2006年に製造終了[2]。
- 2020年にCyclone IIに仕様の近い、Squier Paranormal Series Cycloneが発売される。[3]。三連シングルピックアップにジャガータイプの六角ピックアップセレクターと、メキシコ製 Fender Cyclone IIとソックリであるが、ピックアップはストラトキャスター用で、レーシングストライプは無しとなっている。

## 仕様
- ボディーシェイプはムスタングに近いが、ストラトキャスタースタイルのシンクロナイズド・トレモロを搭載するためにボディがムスタングよりも厚い。ボディ表側には1960年代後期 - 1970年代初期のコンペティション・ムスタングのようにレーシング・ストライプが引かれ、そしてジャガーのピックアップを3つ搭載。特徴的なのはジャガーのように弦に対して直角にピックアップをセットするのではなく、すべてのピックアップがストラトキャスターのブリッジ側のピックアップのように斜めに取り付けられていることである。これはソニック・ユースのサーストン・ムーアの改造ムスタングを模倣しているのではないかと推測される[4]。ムスタングと違い、ボディの表と裏には体にフィットしやすい様にコンター加工が施されている。
- スケール長はフェンダー製ギターとしては珍しく、ギブソン・レスポールなどと同じ24 3/4インチ[2]。ムスタングより長く、ストラトキャスターよりも短い。
- ピックアップセレクターは、ジャガーと同様の六角形のセレクター・プレートに配置された3つのスイッチで各ピックアップごとのオン・オフができる仕様となっている。長所として、3つのピックアップ全てを同時に使用できたり、フロントとリアのピックアップを同時に使用できたりと、ピックアップの選択が自由な事があげられる。さらに、ピックアップをオン・オフすることによって音を断続的消す、いわゆるスイッチング奏法をどのピックアップでも行う事ができる。短所としては、ジャガーと同じくスイッチの場所のせいで演奏中に間違えてスイッチを切り替えてしまうという事故が起きやすい。
- 弦高調節用イモネジとトラスロッド調整ナットはインチサイズ。通常メキシコ製フェンダーのギターはミリサイズ（メートル法）であることが多い。
- ジャズマスター風の大きめのヘッドには「Cyclone II」ではなく「Cyclone」というモデル名と、兄弟機種共通のサイクロンをあしらったキャラクターが描かれている。

## サウンド
ジャガー・ピックアップによる、高音域の目立つ鋭いシングルコイルトーンがサウンドの特徴。しかもジャガーより一つ多いピックアップとの組み合わせにより、多彩な音色を出すことが可能。そしてシンクロナイズド・トレモロ・ユニットと少々長めのスケールにより、ジャガーやムスタングでは乏しかった短いサステインの問題も解消している。

## 日本の使用ミュージシャン
- MIYU（ZONE）[6]
- Tetsuya（ナナカラット）
- Yui（BabySitter）